# Sjarhej Kisljak
Sjarhej Viktaravič Kisljak (in bielorusso Сяргей Віктаравіч Кісляк?; in russo Сергей Кисляк?, Syarhey Kislyak; Kamjanec, 6 agosto 1987) è un ex calciatore bielorusso, di ruolo centrocampista.

## Carriera

### Club
Partito dalle giovanili della Dinamo Minsk, man mano si è guadagnato un posto in prima squadra, nella prima divisione bielorussa; in seguito ha giocato anche nella prima divisione russa con il Rubin.

### Nazionale
Ha fatto parte della rappresentativa Under-21 del suo paese al Campionato europeo di categoria 2009. Nella gara d'esordio contro i padroni di casa della Svezia ha segnato il gol del temporaneo vantaggio bielorusso con un tiro da 30 metri.
Il 30 maggio 2010 ha segnato il primo gol con la nazionale maggiore nella partita vinta per 1-0 contro la Corea del Sud e il 3 settembre seguente ha deciso la sfida contro la Francia (1-0 a Parigi).

## Palmarès

### Club

#### Competizioni nazionali
- Campionato bielorusso: 1

Dinamo Minsk: 2004
- Coppa di Russia: 1

Rubin: 2011-2012

### Individuale
- Selezione UEFA dell'Europeo Under-21: 1

Svezia 2009